# Trifluorecetsav
A trifluorecetsav egy szerves fluorvegyület, összegképlete CF3CO2H. A trifluorecetsav egy ecetsav analóg, melyben a metilcsoport három hidrogénjét fluoratomok helyettesítik. Standard körülmények közt színtelen folyadék, erős, ecetre emlékeztető szaggal. Az ecetsavnál körülbelül 34000-szer erősebb sav a trifluormetil-csoport nagy elektronvonzó képességének köszönhetően. A trifluorecetsavat széles körben alkalmazzák szerves szintézisekben különböző célokra.

## Előállítás
A trifluorecetsavat iparilag az acetil-klorid vagy ecetsav-anhidrid elektrofluorozásával, majd az így keletkező trifluoracetil-fluorid hidrolízisével állítják elő:
CH3COCl + 4 HF  →  CF3COF + 3 H2 + HCl
CF3COF + H2O  →  CF3COOH + HF
Ha szükséges a terméket trifluorecetsav-anhidrid hozzáadásával lehet szárítani.
A trifluorecetsav kis koncentrációban (<200 ng/L) a tengervízben is megtalálható.

## Felhasználás
A trifluorecetsav több szerves fluorvegyület - például a trifluorecetsav-anhidrid, a trifluorperecetsav és a 2,2,2-trifluoretanol prekurzora. Szerves szintézisekben reagensként használják az olyan kedvező tulajdonságai miatt, mint az illékonyság, szerves oldószerekben való oldhatóság és nagy saverősség. A trifluorecetsav kevésbé oxidáló hatású mint a kénsav és könnyebben elérhető vízmentes formában, mint a legtöbb másik sav. Használatát megnehezíti, hogy vízzel azeotrópos elegyet alkot (fp. 105 °C).
A trifluorecetsavat elterjedten alkalmazzák szerves szintézisekben a terc-butoxikarbonil védőcsoport eltávolítására.
Emellett használják még trifluoracetát-sók előállítására is.

## Fordítás
Ez a szócikk részben vagy egészben  a   Trifluoroacetic acid című angol Wikipédia-szócikk ezen változatának fordításán alapul.  Az eredeti cikk szerkesztőit annak laptörténete sorolja fel. Ez a jelzés csupán a megfogalmazás eredetét és a szerzői jogokat jelzi, nem szolgál a cikkben szereplő információk forrásmegjelöléseként.